# María Dolores Rodríguez Sopeña
María Dolores Rodríguez Sopeña y Ortega (Vélez-Rubio, 30 de diciembre de 1848-Madrid, 10 de enero de 1918) fue una religiosa española, fundadora del Instituto Catequista Dolores Sopeña y de la Fundación Obra Social y Cultural Sopeña para el servicio de los obreros. Fue beatificada por San Juan Pablo II el 23 de marzo de 2003. 

## Biografía
Fue la cuarta de los siete hijos de Tomás Rodríguez Sopeña, un joven magistrado, y Nicolasa Ortega Salomón, mujer religiosa con quien Dolores comenzó a visitar a los pobres. Su infancia fue un «lago de tranquilidad» según ella misma narra en su autobiografía. Debido a diferentes destinos de su padre vivió en varias ciudades españolas y distintos países latinoamericanos. Estando en Almería y con diecisiete años comenzó a acudir a fiestas y a hacer vida social, pero descubrió que lo que le interesaba era hacer el bien a los demás. Atiendió a los pobres, especialmente a un leproso y a dos hermanas enfermas de tifus.
Su padre fue destinado a Puerto Rico y se trasladó allí con su hijo mayor, mientras que el resto de la familia marchó a vivir a Madrid. Allí colaboró enseñando la doctrina católica en la cárcel de mujeres, en el Hospital de la Princesa y en las Escuelas Dominicales. Poco después se reagrupó toda la familia en Puerto Rico, donde fundó  las Hijas de María y Escuelas dominicales para las personas de los sectores marginales.
Su obra fue reconocida en vida. El papa Pío X aprobó oficialmente la constitución del Instituto de Damas Catequistas y la reina Doña Victoria la recibió en audiencia en 1914. Falleció a los 69 años y sus restos fueron trasladados a Loyola. En la actualidad su obra sigue viva, con presencia en 14 ciudades españolas, en 6 países de Latinoamérica (Argentina, Colombia, Chile, Cuba, Ecuador y México) y en Italia.

## Labor humanitaria
Se mudó a Santiago de Cuba por un nuevo traslado de su padre como fiscal del rey en la Audiencia de Cuba. Allí visitó a los enfermos del hospital militar. Empezó a trabajar en los barrios periféricos y fundó con ayuda de algunas colaboradoras los Centros de Instrucción en tres barrios distintos, donde se enseñaba cultura general, el catecismo y se prestaba asistencia médica a la población más pobre, que solían ser los negros y los mestizos. Murió su madre, por lo que el resto de la familia volvió a Madrid. Su padre se retiró y falleció en 1877.

## Historia de sus fundaciones
Ella empieza sus trabajos en el barrio de las Injurias y funda Centros de Instrucción. A sugerencia del obispo de Madrid, Ciríaco Sancha.
- 1892 – Funda una asociación de apostolado seglar, hoy denominada Movimiento de Laicos Sopeña. También creó Centros Obreros de Instrucción, pues a ellos asistían obreros fuertemente influidos por el anticlericalismo.
- 1896 – Extiende estos centros por toda España, sobre todo por las ciudades más industrializadas de entonces. Funda en 1901 el denominado actualmente Instituto Catequista Dolores Sopeña.
- 1902 – El Gobierno de España aprueba los estatutos de su asociación civil, actualmente llamada Obra Social y Cultural Sopeña (OSCUS).
- 1914 – La primera fundación fuera de España la hace en Italia
- 1915 – Recibió la Cruz de Alfonso XII por sus desvelos por los más humildes.[3]
- 1917 – Viajan las primeras catequistas para abrir la primera casa en América, concretamente en Chile. Toma contacto con los principales movimientos sociales de su época.

## Fundaciones en la actualidad
Actualmente la familia Sopeña está formada por las tres instituciones que fundó:
- El Instituto Catequistas Dolores Sopeña.
- El Movimiento de Laicos Sopeña.
- Fundación Dolores Sopeña.
- El Instituto Secundario de categoría privada Instituto Dolores Rodríguez Sopeña, en Avellaneda, Buenos Aires.

Estas instituciones están presentes en España, Italia, Argentina, Colombia, Cuba, Chile, Ecuador y México.

## Beatificación
- El 10 de enero de 1918 murió en Madrid.
- 1980 el papa Juan Pablo II introduce la causa de canonización, cuyos trámites se habían iniciado en 1928.
- 1992 se firma el decreto sobre la heroicidad de sus virtudes.
- 2002 se reconoce un milagro realizado gracias a su intercesión.
- El 23 de marzo del 2003 es beatificada en Roma.

## Reconocimientos
Desde 1971 una calle de Madrid, del barrio de Buenavista, en el Distrito de Carabanchel, lleva su nombre.
Además de otra calle en Almería, en la zona centro de la capital de la provincia 